# Tristan Loiseaux
Tristan Loiseaux (3 september 2004) is een Belgisch voetballer die sinds 2024 onder contract ligt bij RAAL La Louvière.

## Carrière
Loiseaux speelde in het seizoen 2022/23 twaalf competitiewedstrijden voor het beloftenelftal van Oud-Heverlee Leuven in Eerste nationale. Na afloop van dat seizoen maakte hij de overstap naar KV Mechelen. Daar maakte hij op 23 juli 2023 zijn officiële debuut in het eerste elftal: in de Supercup tegen Antwerp FC liet trainer Steven Defour hem starten. Het bleef uiteindelijk het enige optreden van Loiseaux in het eerste elftal van KV Mechelen van Loiseaux, die dat seizoen wel een vaste waarde was bij het beloftenelftal van de club in de Tweede afdeling.
Na één seizoen bij KV Mechelen maakte Loiseaux de overstap naar RAAL La Louvière, dat twee maanden eerder gepromoveerd was naar Eerste klasse B.

## Clubstatistieken
| Seizoen         | Club             | Land            | Competitie       | Competitie | Competitie | Beker | Beker | Supercup | Supercup | Europees | Europees | Totaal | Totaal |
| Seizoen         | Club             | Land            | Competitie       | Wed.       | Dlp.       | Wed.  | Dlp.  | Wed.     | Dlp.     | Wed.     | Dlp.     | Wed.   | Dlp.   |
| --------------- | ---------------- | --------------- | ---------------- | ---------- | ---------- | ----- | ----- | -------- | -------- | -------- | -------- | ------ | ------ |
| 2022/23         | OH Leuven –23    | Vlag van België | Eerste nationale | 12         | 0          | —     | —     | —        | —        | —        | —        | 12     | 0      |
| 2023/24         | Jong KV Mechelen | Vlag van België | Tweede afdeling  | 30         | 1          | —     | —     | —        | —        | —        | —        | 30     | 1      |
| 2023/24         | KV Mechelen      | Vlag van België | Eerste klasse A  | 0          | 0          | 0     | 0     | 1        | 0        | —        | —        | 1      | 0      |
| 2024/25         | RAAL La Louvière | Vlag van België | Eerste klasse B  | 0          | 0          | 0     | 0     | —        | —        | —        | —        | 0      | 0      |
| Carrière totaal | Carrière totaal  | Carrière totaal | Carrière totaal  | 42         | 1          | 0     | 0     | 1        | 0        | 0        | 0        | 43     | 1      |

Bijgewerkt op 16 april 2025.